# Dearing, Georgia
Dearing är en kommun (town) i McDuffie County i Georgia. Vid 2010 års folkräkning hade Dearing 549 invånare.